# Harmothoe abyssicola
Harmothoe abyssicola är en ringmaskart som beskrevs av Bidenkap 1894. Harmothoe abyssicola ingår i släktet Harmothoe och familjen Polynoidae. Inga underarter finns listade i Catalogue of Life.